# Fulgurita
La fulgurita (del llatí fulgur, 'raig') és una roca metamòrfica en forma de tub composta per lechatelierita (sílice vitrificada) que es pot trobar en sorres o gresos. La seva formació es deu a la caiguda d'un llamp atmosfèric.
La caiguda del llamp sobre un terreny sorrenc provoca la fusió dels grans de sílice, ja que la temperatura d'aquest pot aconseguir els 4000 graus Celsius i fins a una profunditat de més d'un metre, però en una zona molt estreta. La sílice queda així vitrificada en forma d'uns tubs de raig, de 2mm a 50mm de diàmetre, de vegades retorçats o ramificats. Aquestes fulgurites abunden en els deserts de sorra i en les dunes litorals.
Poden ser de diferents colors depenent de la composició de la sorra, on es van formar, incloent negre, bronze, verd i blanc translúcid. L'interior de la fulgurita és comunament llis o delineat d'unes fines bombolles; l'exterior està generalment cobert d'aspres partícules de sorra. Tenen aparença d'arrel i sovint mostren petits forats. Les fulgurites algunes vegades formen conjunts vitris en roques sòlides.
La formació de fulgurites és un fenomen poc freqüent, i extreure una íntegra és complicat a causa de la fragilitat del mineral, fàcilment trencadís. Possiblement el model millor conservat es troba a la Academy of Natural Sciences de Filadèlfia, exemplar descobert el 1940.